# Joachim Israel
Joachim Israel (* 9. Juni 1920 in Karlsruhe; † 15. Mai 2001 in Halmstad, Schweden) war ein aus Deutschland emigrierter schwedischer Soziologe, Sozialpsychologe und kritischer Gesellschaftstheoretiker.

## Leben
Weil Joachim Israel im Alter von sechzehn Jahren wegen seiner jüdischen Herkunft der weitere Besuch des Gymnasiums untersagt wurde, wechselte er 1936 zu der von der zionistisch-sozialistischen Chaluzbewegung gegründeten jüdischen Internatsschule in Niederlausitz, um sich intellektuell und praktisch auf die Arbeit in einem Kibbuz in Palästina vorzubereiten.
Als eine Auswanderung nach Palästina unmöglich wurde, emigrierte Joachim Israel 1938 nach Schweden, wo er fünf Jahre lang als Landarbeiter tätig war, bis er ein Studium der Philosophie, Soziologie und Psychologie an der Universität Stockholm aufnehmen konnte.
1952 wurde Joachim Israel in Stockholm promoviert. Er habilitierte sich 1956 in Soziologie. Danach lehrte er als Professor an den Universitäten Uppsala, Kopenhagen und Lund, wo er auch über seine Emeritierung 1986 hinaus Vorlesungen in Soziologie und Philosophie anbot. Gastprofessuren führten ihn in die USA, nach Norwegen, Israel, Australien und Deutschland. 1989 nahm er die Franz-Rosenzweig-Gastprofessur an der Universität Kassel wahr.

## Wirken
Joachim Israel gehört zu den international bekanntesten Theoretikern einer philosophisch fundierten Soziologie. Seine Bücher liegen in viele Weltsprachen übersetzt vor. In deutscher Sprache erschienen – zum Teil als Taschenbücher in hohen Auflagen –: Der Begriff Entfremdung (1972), Die sozialen Beziehungen (1977), Der Begriff Dialektik (1979), Sprache und Erkenntnis (1990). Seit seinen Jugendjahren hatte sich Joachim Israel der Philosophie Martin Bubers angeschlossen, daher widmete er seine Franz-Rosenzweig-Gastvorlesung in Kassel dem Werk Bubers: Martin Buber: Dialogphilosophie in Theorie und Praxis (1995). Posthum wurde auch seine grundlegende Einführung Handlung und Interaktion (2003) in deutscher Übersetzung veröffentlicht.
Israel bemühte sich darum, allgemeinverständlich zu schreiben und soziologische Fachsprache zu meiden. Das gesamte Manuskript zu Die sozialen Beziehungen ließ er den Volvo-Fließbandarbeiter Robert Björkenvall lesen und kritisieren. Im Vorwort bedankt er sich bei ihm für „Intoleranz gegen jeden technischen, soziologischen Jargon.“
Seine Arbeiten befassen sich mit zentralen Problemen im Schnittfeld von Philosophie, Soziologie, Sozialpsychologie und Sprachwissenschaft. Die Spannweite der Themen, die Joachim Israel bearbeitete, reicht von wissenschaftstheoretischen Abhandlungen zu konkreten empirischen Sozialanalysen – Theorie und Praxis bleiben immer aufeinander bezogen. Ein besonderes Anliegen seiner wissenschaftstheoretischen Aufgaben sah er in der Vermittlung der dialektischen Philosophie von Hegel und Marx mit der anglo-amerikanischen Sprach- und Sozialwissenschaft.
Regelmäßig schaltete Israel sich auch praktisch ein in prinzipielle politische Angelegenheiten, wie die Verständigung über die Anliegen der Palästinenser, und untersuchte als Mitglied eines internationalen Ausschusses den Tod Ulrike Meinhofs im Gefängnis.

## Schriften (Auswahl)
- The Authoritarian Ideology of Upbringing, (Diss. 1962)
- Self-Evaluation and Rejection in Group, (Habil. 1965)
- Alienation. Från Marx till modern sociologi, Stockholm 1968
- Alienation from Marx to Modern Sociology, Boston 1971
- Der Begriff Entfremdung. Makrosoziologische Untersuchung von Marx bis zur Soziologie der Gegenwart, Reinbek bei Hamburg 1977
- Der Begriff Entfremdung. Zur Verdinglichung des Menschen in der bürokratischen Gesellschaft rowohlts enzyklopädie 412 (1985) ISBN 3-499-55412-7
- Sociologi, 2 Bde., Stockholm 1973
- Die sozialen Beziehungen. Grundelemente der Sozialwissenschaft, Reinbek bei Hamburg 1977
- Der Begriff Dialektik. Erkenntnistheorie, Sprache und dialektische Gesellschaftswissenschaft, Reinbek 1979
- The Language of Dialectics and the Dialectics of Language, Brighton 1979
- Sprûkets dialektik och dialektikens sprûk, Stockholm 1980
- Sprache und Erkenntnis. Zur logischen Tiefenstruktur der Alltagssprache, Frankfurt a. M. 1990
- Martin Buber: dialogfilosof och sionist, Stockholm 1992
- Martin Buber. Dialogphilosophie in Theorie und Praxis, Berlin 1995
- Handling och samspel. Ett socialpsykologiskt Perspektiv, Lund 1999
- Handlung und Interaktion. Eine Einführung aus sozialpsychologischer Perspektive, Kassel Univ. Press, Kassel 2003, ISBN 3-89958-028-1.
- "Mein Weg als Chaluz", in: Wolfdietrich Schmied-Kowarzik (Hrsg.): Vergegenwärtigungen des zerstörten jüdischen Erbes. Franz-Rosenzweig-Gastvorlesungen Kassel 1987-1998, Kassel 1997, ISBN 3-7281-2518-0